# Episodi di Amen (quinta stagione)
La quinta stagione della serie televisiva Amen è stata trasmessa in anteprima negli Stati Uniti d'America dalla NBC tra il 17 novembre 1990 e l'11 maggio 1991.
| nº | Titolo originale                 | Titolo italiano | Prima TV USA     | Prima TV Italia |
| -- | -------------------------------- | --------------- | ---------------- | --------------- |
| 1  | Love, Deacon Style               |                 | 17 novembre 1990 |                 |
| 2  | Two Men, One Woman and a Baby    |                 | 1º dicembre 1990 |                 |
| 3  | Child's Play                     |                 | 8 dicembre 1990  |                 |
| 4  | Yo, Deak                         |                 | 15 dicembre 1990 |                 |
| 5  | Miracle on 134th Street (Part 1) |                 | 22 dicembre 1990 |                 |
| 6  | Miracle on 134th Street (Part 2) |                 | 22 dicembre 1990 |                 |
| 7  | Judge Deacon Frye                |                 | 29 dicembre 1990 |                 |
| 8  | The Gospel Truth                 |                 | 5 gennaio 1991   |                 |
| 9  | Lights, Camera, Deacon           |                 | 12 gennaio 1991  |                 |
| 10 | Unforgettable                    |                 | 19 gennaio 1991  |                 |
| 11 | Ernie and the Sublimes           |                 | 2 febbraio 1991  |                 |
| 12 | The Deacon's Slam Dunk           |                 | 9 febbraio 1991  |                 |
| 13 | Three Men and a Hammer           |                 | 23 febbraio 1991 |                 |
| 14 | Nothin' Says Lovin'...           |                 | 2 marzo 1991     |                 |
| 15 | My Fair Homeboy                  |                 | 9 marzo 1991     |                 |
| 16 | A Star Is Burned                 |                 | 23 marzo 1991    |                 |
| 17 | Deak-Scam                        |                 | 30 marzo 1991    |                 |
| 18 | The Wild Deak                    |                 | 6 aprile 1991    |                 |
| 19 | Three's a Crowd                  |                 | 13 aprile 1991   |                 |
| 20 | Date with an Angel               |                 | 27 aprile 1991   |                 |
| 21 | Deliverance (Part 1)             |                 | 4 maggio 1991    |                 |
| 22 | Deliverance (Part 2)             |                 | 11 maggio 1991   |                 |